# Эней (сын Пандиона)
Эне́й (др.-греч. Οἰνεύς; употребляются также транскрипции Ойне́й и Ине́й) — персонаж древнегреческой мифологии, побочный сын афинского царя Пандиона II. По другой версии, сын Диониса. Герой-эпоним, статуя в Афинах. Род Энеидов упоминает Вакхилид.